# チョコレート・ファイター
『チョコレート・ファイター』（原題：ช็อคโกแลต、英題：Chocolate）は、2008年のタイ映画。

## 概要
プラッチャヤー・ピンゲーオ監督のアクション映画であり、製作国のタイでは同監督の作品の『マッハ!!!!!!!!』の動員記録を塗り替えるほどのヒット作となった。
2008年のトロント国際映画祭に出品された。2009年3月、大阪アジアン映画祭にて、日本での一般公開に先行して上映される。

## ストーリー
日本のヤクザと現地マフィアとの抗争が激化するタイ。
日本ヤクザの幹部・マサシ（阿部寛）は抗争相手であるタイのマフィアのボス・ナンバー8（ポンパット・ワチラバンジョン）の女であるジン（アマラー・シリポン）と恋に落ちる。密会を重ねる2人だったがこれに激怒したナンバー8はマサシの命をつけ狙うようになり、マサシの身を案じたジンはマサシを日本に帰国させる。マサシの子を身籠っていたジンはマフィアの世界から足を洗い、お腹の子を一人で産み育てる決意をする。
やがて生まれた女の子はゼン（“禅”）と名付けられるが、生まれながらに脳の発達障害を患っていた。ゼンの将来を心配するジンであったがゼンは特別な力を持っていた。なんとゼンは“自分の目で見た体術を一瞬で習得できる能力”が備わっていたのだ。近所のムエタイジムを眺め、TVではカンフー映画を観て成長していったゼン（ジージャー・ヤーニン）は、知らず知らずのうちにそれらの格闘技をマスターしていく。
そんなある日、ジンが大病を患い倒れてしまう。高額な治療費の工面に困ったゼンは、幼なじみのムン（タポン・ポップワンディー）と共に、ジンがその昔にお金を貸していた人たちを尋ね回り、その類い稀な身体能力をもって借金の取り立てを始める。しかしその噂は、街を仕切るナンバー8の耳にも届いていた。

## キャスト
※括弧内は日本語吹替
- ゼン - ジージャー・ヤーニン（小清水亜美）
- マサシ - 阿部寛（阿部寛）
- ナンバー8 - ポンパット・ワチラバンジョン（天田益男）
- ジン - アマラー・シリポン（林真里花）
- ムン - タポン・ポップワンディー（大畑伸太郎）
- イム・スジョン
- ソーミア・アバハイヤ
- オー・シリモンコン
- デイ・フリーマン
- サー・マオー

## その他
- 製氷工場でゼンが怪鳥音を発しながら戦うシーンは、ブルース・リーへのオマージュとして入れられたものである。当初、ピンゲーオ監督のコンセプトでは、ゼンが家でブルース・リーの映画を観るシーンがあり、のちに製氷工場で攻撃を受けた際、映画で観たシーンが脳裏にフラッシュバックされ、ブルース・リーのように奇声をあげて敵を倒していく場面になる予定だった。そしてそのコンセプトに基づいて製氷工場でのアクション・シーンも撮影されたが、あとになってから著作権の問題が持ち上がり、ブルース・リー映画の使用断念を余儀なくされた。結局、ゼンが家で観る映画はブルース・リーの出演作品から、自身の監督作である『マッハ!!!!!!!!』に差し替えられ、よってフラッシュバックされてくる映像も『マッハ!!!!!!!!』に変更された。
- ただし、映像は映らないが、テレビから怪鳥音が流れて、それをゼンが見ているシーンが加えられている。観客には映像は見えていないが、ゼンはブルース・リーの映像を見ていると思わせるシーンはある。だが、観客にはブルース・リーの映像は見えないため、トニー・ジャーのフラッシュバックを見た後にブルース・リーのように戦う不自然なシーンに見えてしまっている。

## 関連書籍
- 「チョコレート・ファイター」森川ひさし著（2010年5月12日 実業之日本社マンサンコミックス刊）ISBN 978-4-408-17246-0
※『週刊漫画サンデー』2009年No.36　9･29-10･6 秋祭り特大合併号に「創刊50周年記念スペシャル新連載」として連載されていたもののコミカライズ版の単行本。